# Coppa WSE 2019-2020
La Coppa WSE 2019-2020 è stata la 40ª edizione (la 2ª con la denominazione attuale) dell'omonima competizione europea di hockey su pista riservata alle squadre di club. Il torneo ha avuto inizio il 19 ottobre 2019 e si sarebbe dovuto concludere il 26 aprile 2020. 
La competizione prima è stata sospesa e poi definitivamente annullata il 30 aprile 2020 a causa della pandemia di COVID-19.

## Squadre partecipanti
| Nazione     | Club             | Città                    | Qualificazione                                                   |
| ----------- | ---------------- | ------------------------ | ---------------------------------------------------------------- |
| Austria     | Dornbirn         | Dornbirn                 | 2º nell'Österreichischer Meister 2019                            |
| Austria     | Wolfurt          | Wolfurt                  | 1º nell'Österreichischer Meister 2019                            |
| Francia     | Coutras          | Coutras                  | 4º in Nationale 1 2018-2019                                      |
| Francia     | La Vendéenne     | La Roche-sur-Yon         | 3º in Nationale 1 2018-2019                                      |
| Francia     | Lione            | Lione                    | 9º in Nationale 1 2018-2019                                      |
| Francia     | Nantes           | Nantes                   | 6º in Nationale 1 2018-2019                                      |
| Francia     | Ploufragan       | Ploufragan               | 5º in Nationale 1 2018-2019                                      |
| Germania    | Cronenberg       | Wuppertal                | 3º in Rollhockey-Bundesliga 2018-2019, quarti di finale play-off |
| Germania    | Darmstadt        | Darmstadt                | 6º in Rollhockey-Bundesliga 2018-2019, semifinali play-off       |
| Germania    | Düsseldorf Nord  | Düsseldorf               | 4º in Rollhockey-Bundesliga 2018-2019, semifinali play-off       |
| Germania    | Remscheid        | Remscheid                | 2º in Rollhockey-Bundesliga 2018-2019, finale play-off           |
| Inghilterra | Londra           | Londra                   | 2º in Roller Hockey Premier League 2018-2019                     |
| Inghilterra | Soham            | Soham                    | 3º in Roller Hockey Premier League 2018-2019                     |
| Italia      | Follonica        | Follonica                | 6º in Serie A1 2018-2019, quarti di finale play-off              |
| Italia      | Roller Scandiano | Scandiano                | 10º in Serie A1 2018-2019                                        |
| Italia      | Trissino         | Trissino                 | 8º in Serie A1 2018-2019, quarti di finale play-off              |
| Italia      | Valdagno 1938    | Valdagno                 | 3º in Serie A1 2018-2019, semifinali play-off                    |
| Portogallo  | Barcelos         | Barcelos                 | 5º in 1ª Divisão 2018-2019                                       |
| Portogallo  | Braga            | Braga                    | 6º in 1ª Divisão 2018-2019                                       |
| Portogallo  | Juventude Viana  | Viana do Castelo         | 8º in 1ª Divisão 2018-2019                                       |
| Spagna      | Caldes           | Caldes de Montbui        | 7º in OK Liga 2018-2019                                          |
| Spagna      | Girona           | Gerona                   | 5º in OK Liga 2018-2019                                          |
| Spagna      | Igualada         | Igualada                 | 5º in OK Liga 2018-2019                                          |
| Spagna      | Lleida           | Lleida                   | Detentore Coppa WSE, 6º in OK Liga 2018-2019                     |
| Spagna      | Voltregà         | Sant Hipòlit de Voltregà | 8º in OK Liga 2018-2019                                          |
| Svizzera    | Diessbach        | Diessbach bei Büren      | 1º in Lega Nazionale A 2018-2019, finale play-off                |
| Svizzera    | Ginevra          | Ginevra                  | 5º in Lega Nazionale A 2018-2019                                 |
| Svizzera    | Montreux         | Montreux                 | 3º in Lega Nazionale A 2018-2019, semifinali play-off            |
| Svizzera    | Uttigen          | Uttigen                  | 8º in Lega Nazionale A 2018-2019                                 |
| Svizzera    | Wimmis           | Wimmis                   | 9º in Lega Nazionale A 2018-2019                                 |

## Risultati

### Sedicesimi di finale
Le gare di andata vennero disputate il 19 ottobre mentre le gare di ritorno furono disputate il 16 novembre 2019.
| Squadra 1        | Totale          | Squadra 2       | Andata | Ritorno               |
| ---------------- | --------------- | --------------- | ------ | --------------------- |
| Follonica        | 9 - 5           | Montreux        | 5 - 3  | 4 - 2                 |
| Remscheid        | 1 - 24          | Braga           | 0 - 16 | 1 - 8                 |
| Roller Scandiano | 23 - 8          | Darmstadt       | 15 - 4 | 8 - 4                 |
| Dornbirn         | 9 - 0           | Soham           | 8 - 0  | 1 - 0                 |
| Wolfurt          | 7 - 7 (1-0 dtr) | Ploufragan      | 4 - 2  | 3 - 5 (dts) (1-0 dtr) |
| Barcelos         | 12 - 2          | Ginevra         | 8 - 1  | 4 - 1                 |
| Caldes           | 10 - 1          | Nantes          | 6 - 1  | 4 - 0                 |
| Wimmis           | 3 - 16          | Igualada        | 1 - 10 | 2 - 6                 |
| Trissino         | 7 - 3           | Diessbach       | 3 - 1  | 4 - 2                 |
| Düsseldorf Nord  | 2 - 14          | Girona          | 0 - 7  | 2 - 7                 |
| Coutras          | 4 - 5           | Voltregà        | 3 - 2  | 1 - 3                 |
| La Vendéenne     | 11 - 7          | Cronenberg      | 8 - 6  | 3 - 1                 |
| Uttigen          | 4 - 20          | Juventude Viana | 2 - 5  | 2 - 15                |
| Lione            | 13 - 3          | Londra          | 7 - 1  | 6 - 2                 |

### Ottavi di finale
Le gare di andata vennero disputate il 14 dicembre 2019 mentre le gare di ritorno sono state disputate il 18 gennaio 2020.
| Squadra 1        | Totale          | Squadra 2     | Andata | Ritorno               |
| ---------------- | --------------- | ------------- | ------ | --------------------- |
| Girona           | 5 - 7           | Follonica     | 0 - 1  | 4 - 6                 |
| Lione            | 6 - 9           | Dornbirn      | 3 - 4  | 3 - 5                 |
| Juventude Viana  | 3 - 3 (2-3 dtr) | Trissino      | 3 - 0  | 0 - 3 (dts) (2-3 dtr) |
| Caldes           | 6 - 3           | La Vendéenne  | 4 - 1  | 2 - 2                 |
| Barcelos         | 7 - 3           | Lleida        | 5 - 1  | 2 - 2                 |
| Braga            | 8 - 7           | Valdagno 1938 | 5 - 5  | 3 - 2                 |
| Roller Scandiano | 9 - 9 (2-3 dtr) | Igualada      | 4 - 3  | 5 - 6 (dts) (2-3 dtr) |
| Voltregà         | 13 - 3          | Wolfurt       | 6 - 1  | 7 - 2                 |

### Quarti di finale
Le gare di andata sono state disputate il 15 febbraio 2020.
| Squadra 1 | Totale | Squadra 2 | Andata | Ritorno |
| --------- | ------ | --------- | ------ | ------- |
| Voltregà  |        | Caldes    | 3 - 2  |         |
| Barcelos  |        | Igualada  | 6 - 4  |         |
| Trissino  |        | Dornbirn  | 10 - 2 |         |
| Braga     |        | Follonica | 7 - 4  |         |